# Tropheryma whipplei
Tropheryma whipplei är en bakterie som kan orsaka den allvarliga Whipples sjukdom. Antagligen upptäcktes bakterien vid silverfärgning av tarmpreparat redan år 1907 av den amerikanske läkaren Gerorge Whipple, men då den är mycket svår att odla och karaktärisera var det först med molekylärbiologiska metoder som det åren 1991-92 fastställdes, att det var en separat bakterieart i ett eget släkte. Arten erhöll först namnet T. whippelii, det vill säga en fellatinisering av Whipples namn, som det skulle hänvisa till. Namnrättelsen gjordes vid den nu fastställda beskrivningen av bakterien år 2001.
Vid sekvensering av bakteriens genom har fastställts, att det finns två genetiskt skilda stammar av bakteriearten, men då det är mer än 99% genetisk överensstämmelse mellan dem, har de inte separerats till olika arter.

## Släktet
Tropheryma är ett fristående bakteriesläkte inom familjen Cellulomonadaceae. I januari 2023 innehåller släktet enbart en art, typarten T. whipplei, känd som orsak till Whipples sjukdom. Typeskrivningen av släktet bygger på få, men så avgränsande och grundläggande karaktäristika vid framför allt molekylärbiologiska undersökningar, att Tropheryma har fått bilda egen släkt. I avvaktan på bättre biokemisk karaktärisering av släktet hänvisas till beskrivningen av typarten.

## Förekomst och epidemiologi
T. whipplei har påvisats ute i naturen och med PCR-analys har den även påvisats i avloppsvatten liksom i mänsklig avföring och saliv. Hur smittan sprids har inte fastställts till stor del beroende på hur ovanlig den är, men det antas vara oral smittväg, framför allt via dricksvatten. 
Bakterien orsakar den mycket ovanliga sjukdomen Whipples sjukdom hos människa med en årlig insjuknandefrekvens på 0,5-1 fall per miljon personer. Insjuknande är betydligt vanligare bland män än bland kvinnor och medelåldern vid insjuknandet är omkring 50 år. T. whipple-bakterierna har ännu år 2023 inte diagnostiserats som sjukdomsorsak hos djur.

## Symtom
Symtomen kommer smygande och vanliga symtom är diarré, buksmärtor, ledvärk och smärtor med eller utan samtidig feber, viktnedgång, lymfkörtelinflammation, hypoalbuminemi och anemi. Obehandlad har sjukdomen ett progredierande förlopp med dödlig utgång om den inte behandlas i tid. Antibiotikabehandlingen utgörs av vanliga standardantibiotika men rekommenderas ske under ett års tid.

## Laboratoriediagnostik
Bakterien är svår att odla på laboratorium och kräver för att växa ut förutom 5% koldioxidatmosfär vid +37°C även specialmedier eller vävnadsceller från människa, exempelvis HeLa-celler. Vid odling på fibroblaster förekommer de både intra- och extracellulärt. Generationstiden anges till mellan ett och 18 dygn, beroende på vilken odlingsmetod som har använts.
Bakterierna har inte vuxit vid djurförsök.
Bakterierna är regelbundna, raka och orörliga stavar med 0,2-0,25x1,0-2,5 µm storlek som vid gramfärgning färgar svagt grampositivt när de odlas på fibroblaster men är gramnegativa vid växt på andra laboratoriesubstrat. Vid biokemisk undersökning är bakterierna inerta, det vill säga att de ger inga, svaga eller svårtydda kemiska reaktioner vid diagnostiska tester.